# ニキル・カマト
ニキル・カマト (Nikil Kamato また en:Nikhil Kamath) は、インドの起業家。兄のニティーンと共に「ゼロダ」を設立。IIFL Wealth Hurun India Rich List 2019による、40歳未満の叩き上げ起業家の間で6位を示す。
令和2年（2020年）に兄弟の二チンと共にフォーブス誌インド長者番付の一名として発表された。

## 幼少期と学歴
昭和62年9月5日・カルナタカ州生まれ。父親のカマス・ラグラームは民営銀行の社員で、母親のレヴァシーは学校教師。16歳に退学、その後4年間インド共和国チェス代表者として活躍。

## キャリアー
コールセンターでキャリアーを開始し、夜働きつつ、昼間に株の取引を行う。19歳の時、Kamath Associatesという会社を共同的に創業し、公設市場で高額自己資本家の投資を担当し始める。彼は2010年に兄のニティーンと一緒に「ゼロダ」を設立した。
令和元年 (2019年) 8月、クライアント向けの手数料構造を誇る豊富な私的投資担当経験を活かしたファンドの「True Beacon」を設立。Financial Express経済新聞によると、同ファンドは「近現代史上、最も険悪な時期にもかかわらず」Nifty50の基準を一貫して超え続けている。

## チャリティー
彼はRsを寄付した歴史があります。 「ゼロダ」の支援・救援活動のCSR活動の一環として2億5000万人。 寄付の半分はPMCARES基金と知事救済基金に寄付され、残りの半分は地元のNPOを通じて無料の食事に支払われる。

## 書誌一覧
- 「資本移動の推進におけるリスクと報酬」 (Risk vs. Rewards in Driving Capital Movement) 令和元年出版。ISBN|9798584778064.
- 「学校を中退して市場に参入」(Dropping Out of School into the Markets)。令和2年出版。ISBN|9798584688028.
- 「資本管理入門：資本管理者向け」(Wealth Management 101: For Wealth Managers)。令和2年。ISBN|9798584751135.

## 参照
1. ↑  Pathak, Analiza (2020年10月13日). “With ₹24,000 crore net worth, Kamath brothers are richest self-made Indians under 40 | Check full list” (英語). www.indiatvnews.com. 2021年11月30日閲覧。
2. ↑  “Nithin and Nikhil Kamath” (英語). Forbes. 2021年11月30日閲覧。
3. ↑  “Kamat, Nikhil”. ratings.fide.com. 2021年11月30日閲覧。
4. ↑  “Forbes India - How Zerodha's Young Founders, Nithin And Nikhil Kamath, Made Their Way To The Rich List” (英語). Forbes India. 2021年11月30日閲覧。
5. ↑  “This 9-month old asset management firm has outperformed Nifty by 26%, here’s where they invested | INTERVIEW” (英語). The Financial Express (2020年6月24日). 2021年11月30日閲覧。
6. ↑  “Spreading smiles with food, funds”. The New Indian Express. 2021年11月30日閲覧。